# Роберт Горен
Роберт „Боби” Горен је измишљени лик представљен у телевизијској полицијскo-процедуралнoj и правнoj драма на НБЦ-а и САД Мреже Ред и закон: Злочиначке намере коју тумачи Винсент Д'Онофрио.
Горен је детективски истражитељ првог разреда у Одељењу за тешка кривична дела секретаријата унутрашњих послова Њујорка (СУП-а). Његов број значке је 4376. Он је ортак детективке Александре Имс (Кетрин Ерб). Лик је створио извршни продуцент Рене Балсер. Горен је жесток, изузетно интелигентан и импозантан човек, али је такође непредвидљив и понекад променљив. Појавио се у 141 епизоди.

## Опис лика
Као високо интелигентан, осећајно интуитиван човек, Горен има дар за формирање сложених психолошких профила и разумевање „зашто“ код чак и најнеобичнијих злочина. Иако је интелектуално надарен, он има много личних утвара, а његова ексцентричност и неконвенционалне истражне методе понекад нападају његови сарадници. Сам Горен је признао да је његов истраживачки стил необичан, наводећи да „има стечени укус“. Чак је и његова ортакиња Александра Имс у почетку била толико збуњена његовим методама да је затражила новог ортака. Међутим, на крају је почела да поштује његове способности и њих двоје су се веома зближили.

## Животопис лика

### Лични живот и породица
Роберт О. Горен је рођен 20. августа 1961. и одрастао је у насељу Канарси у Бруклину у близини Рокавејса. Феноменално бистар младић, урадио је вишефазни инвентар личности у Минесоти на завршној години средње школе и као резултат тога био је послат да разговара са школским педагогом и психологом. Био је олтарски дечак у Римокатоличкој цркви.
Горенова мајка Френсис (Рита Морено) први пут је почела да показује симптоме шизофреније када је Горен имао седам година. У каснијим годинама, она је послата у болницу у измишљеној установи за психијатријско здравље Кармел Риџ. Тада јој је дијагностикован лимфом који је на крају довео до њене смрти.
Горен је отуђен од свог старијег брата Френка (Тони Голдвин), наркомана који такође има проблем са коцкањем и приказан је као понекад бескућник. Френк има сина Донија који је тражио помоћ када је био у затвору. У том циљу, Горен је отишао на тајни задатак у затворско психијатријско одељење и открио културу злостављања затвореника. Док је спашавао братанца, Горен је био удаљен са дужности због истраге на своју руку. Када је Френк одбио да му помогне да помогне Донију, Горен га се одрекао. Док је био надрогиран, Френка је убила Горенова непријатељица Никол Волас (Оливија д'Або).
Френсисин муж, за кога је Горен веровао да му је отац, често се коцкао на коњским тркама и био низни прељубник. Напустио је Горенову мајку када је Горен имао 11 година, чинећи мало труда да остане близу породице. У 2. сезони, Горенов лични пријатељ поменуо је сахрану, наговештавајући да је старији Горен умро пре почетка серије.

#### Марк Форд Брејди
У епизоди „Крај игре“, низни убица Марк Форд Брејди (Рој Шајдер), нестрпљиво је хтео да одложи своје заказано погубљење па је организовао да Горен и Имсова разговарају са њим о жртвама које му још нису биле приписане. Горен уз помоћ свог брата саставља причу која показује да су Брејди и Френсис Горен били у вези и која се наставила све док Роберт није напунио четири, а Френк седам. Веза је раскинута пошто је Брејди силовао и претукао Френсис у року од једног центиметра њеног живота. Горен је питао своју мајку на самрти о Брејдију, а она је одговорила да не зна да ли му је Брејди отац.
Касније је Горен открио да има ДНК доказ да је Брејди његов отац.

### Војни и рани полицијски живот
Горен је служио у Одељењу за кривичне истраге америчке војске и био је стациониран у Немачкој и Кореји. Придружио се СУП-у као детектив, служећи у Одељењу за наркотике, а касније као детектив у Одељењу тешка кривична дела. Његов ментор, криминалистички профилиста ФБИ-ја Деклан Гејџ (Џон Гловер). научио га је како да користи своју интелигенцију, саосећање и машту да направи сложене психолошке профиле осумњичених. Горен је такође научио како да користи своју физичност да застраши и узнемири људе док их испитује, а најпознатији пример је његова навика – представљена у првој епизоди „Један“ - да накриви главу под необичним угловима како би одржао спој очима са неким ко покушава да избегне његов поглед.

## Одељење за тешка кривична дела
У позадини Злочиначких намера, Горен је био ортак детективки Александра Имс (Кетрин Ерб) негде пре 2000. године била је у Одељењу за тешка кривична дела под вођством капетана Џејмса Дикинса (Џејми Шериден) и касније капетана Денија Роса (Ерик Богосијан) и Џозефа Хане (Џеј О. Сандерс). Горену је привременоортакиња била детективка Г. Лин Бишоп (Саманта Бак) у трећој (2003–04) сезони док је Имсова на породиљском одсуству.
Једна од његових најзначајнијих веза током серије била је веза са Никол Валас (Оливија д'Або), сјајном преваранткињом и низним убицом која је први пут приказана у епизоди "Противтеза". Валасова је један од ретких злочинаца са којима се Горен сусретао, а који је био у стању да га надмудри, па чак и осећајно дође до њега, посебно суочавајући се са његовим несрећним детињством. Горен о њој размишља као о свом "белом киту". Када му је Валасова убила његовог брата Френка, Горен је био уверен да она покушава да га коначно уништи. Испоставило се, међутим, да је њу обмануо и убио прави организатор завере - његов стари ментор Деклан Гејџ.
У епизоди „Несметано“, Горен, сам, на тајном задатку одлази у затвор где је његов братанац Дони (Тревор Морган) затворен. Затим је удаљен са дужности и послат на психолошку процену способности. Док је чекао на повратак на посао, Горен је одлучио да оде на тајни задатак како би убио растурача дроге на високом нивоу, али није обавестио Имсову о овој одлуци, што је изазвало напетост међу њима.
На почетку 9. сезоне у епизоди „Оданост“, он и Имсова су радили на пару убистава од стране капетана Роса за кога нису знали да је радио на тајном задатку за ФБИ на случају који укључује једну од жртава. Када је Рос накнадно убијен, Горен и Имсова се удружују са детективима Зеком Николсом (Џеф Голдблум) и Сереном Стивенс (Сефрон Бароуз) како би пронашли његовог убицу. Горен убрзо улази у физичку свађу са главним осумњиченим што доводи до његовог удаљавања са дужности, али су му Имсова и Николс тајно помагали у његовој споредној истрази. На крају епизоде „Оданост (2. део)“, Имсова је унапређен у поручницу и чекала унапређење у капетанко (чекајући испите за капетанку) Одељења тешка кривична дела. Њен први задатак био је да да отказ Горену. Када му је она испричала шта се дешава, он јој је рекао да не брине, пољубио је у образ и загрлио па отишао. Имсова је тада ставила свој пиштољ и значку на свој нови сто и позвала шефа да поднесе оставку. Ни Имсова ни Горен се нису појављивали до краја сезоне.
После годину дана одсуства, Горен и Имсова су поново постали главни ликови серије у њеној десетој и последњој сезони при чему је Имсова преузела свој првобитни чин детективке. Иако није објашњено како и зашто су враћени у полицију, јасно је да је један од услова да Горен редовно иде на разговоре код психологиње др. Поле Гајсон (Џулија Ормонд). Њихов нови капетан Џозеф Хана (Џеј О. Сандерс) такође се укратко осврнуо на своје и Гореново „пријатељство“, можда имплицирајући да је његов лик искористио лични утицај да би Горена вратио у полицију.
У епизоди „Прихватљив губитак“ серије Ред и закон: Одељење за специјалне жртве Имсова се појавила као поручница у градско-савезној здруженој скупини за државну безбедност и рекла да је Горен напустио Одељење за тешка кривична дела.